# Groupement de coopération sanitaire
Pour les articles homonymes, voir GCS et Groupement.
Un groupement de coopération sanitaire (GCS) est, en France, une personne morale de droit public ou de droit privé permettant, dans le domaine de la santé, de collaborer aisément dans le cadre de coopérations entre le secteur public et privé.  

## Historique
Le groupement de coopération sanitaire est créé par une ordonnance  de 1996 portant réforme de l’hospitalisation publique et privée. Elle est complétée par une ordonnance de 2003, portant simplification de l’organisation et du fonctionnement du système de santé 
La loi du 2 janvier 2002 rénovant l’action sociale et médico-sociale et la loi « handicap » du 11 février 2005 ont précisé le cadre de la coopération en matière sociale et médico-sociale (art. L.3127 et suivants du code de l’action sociale et des familles  CASF). Le décret du 6 avril 2006 pris pour l’application de la loi du 2 janvier 2002 a inséré dans le livre III du CASF une section dédiée aux différents groupements de coopération sociale et médico-sociale (GCSMS).
Les conditions de création, d'organisation et de fonctionnement des groupements de coopération sanitaire de moyens sont fixés par un décret du 25 avril 2017.

## Statut juridique
La nature juridique du GCS dépend de la nature des personnes le composant, ainsi lorsque celui-ci est exclusivement composé de personnes morales de droit public ou de personnes morales de droit public et de professionnels médicaux libéraux, le GCS est de droit public. À l'inverse lorsque le GCS est exclusivement composé de personnes morales de droit privé, le groupement est de droit privé. Enfin, lorsque le groupement de coopération sanitaire comporte à la fois des personnes morales de droit public et de droit privé, le GCS acquiert la nature juridique du ou des personnes morales majoritaires au capital, ou à défaut de capital, majoritaires aux charges de fonctionnement du groupement. La nature juridique du GCS détermine les règles budgétaires et comptables applicables au groupement.
Il peut être constitué d'établissements de santé publics comme privés et d'acteurs du secteur médico-social. En principe, la conception d'un GCS part d'une initiative volontaire des membres. Par la suite, le directeur général de l'ARS (Agence régionale de santé), après avoir reçu la convention constitutive du GCS élaborée par les membres, peut éventuellement approuver et publier celle-ci. En revanche, avec l’article L. 6131-2 du Code de la santé publique, le DG de l'ARS a la possibilité de demander à des établissements publics de santé (EPS) de concevoir un GCS strictement interne aux EPS concernés. Dans cette dynamique, les compétences des EPS impliqués sont en partie transmises au nouveau GCS.

## Missions
Le groupement  a pour objet de faciliter, d'améliorer ou de développer l'activité de ses membres. Il peut permettre les interventions communes de professionnels médicaux et non médicaux exerçant dans les établissements membres. Il peut également réaliser ou gérer, pour le compte de ses membres, des équipements d'intérêt commun, y compris des plateaux techniques.